# Flanders no Inu, Boku no Patrasche
Flanders no Inu, Boku no Patrasche (フランダースの犬 ぼくのパトラッシュ, lit. "O Cão de Flandres. Meu Patrasche") é uma série de anime japonesa baseada no romance A Dog of Flanders de Ouida.

## Produção

### Estúdio da animação
Foi produzido pelo estúdio de animação japonês Tokyo Movie Shinsha em 1992.

### Transmissão
Flanders no Inu estreou na Nippon TV entre 10 de outubro de 1992 até 27 de março de 1993.

## Enredo
Os eventos ocorrem na região de Flandres, perto de Antuérpia. Nello é órfão e vive com seu avô, com quem ele ganhava a vida vendendo leite. Um dia ele encontra ao longo do caminho um lindo cão de Flandres, ferido que precisa de cuidados, que irá se chamar Patrasche. O cão vai provar que é fiel e grato com Nello e a partir desse momento ele vai ajudar no transporte do leite, da casa de seu avô para a cidade. Tem também uma forte amizade com a jovem Alois, no entanto, tem dificuldades com o pai da menina, o homem mais rico da aldeia.
Nello possui um grande talento para a pintura, admira as pinturas de Rubens e por isso gostaria de ver o trabalho do grande pintor que é exibido na igreja da cidade, no entanto, tem que pagar uma taxa.
Deposita suas esperanças de uma vida melhor em um concurso de desenho em Antuérpia, mas o júri escolhe outro vencedor, certamente menos digno que ele. Após a morte prematura de seu avô em um acidente, ele fica desesperado e sem casa, e se refugia para a igreja junto com Patrasche em Antuérpia para escapar do terrível inverno rigoroso. Então finalmente cumpre o seu grande desejo depois de um longo tempo, ele será capaz de ver como num sonho as famosas obras de Rubens (A descida da cruz e a construção da Cruz) em exposição na igreja.
Na manhã seguinte são encontrados os dois mortos, Nello e Patrasche ficam congelados, assim morto abraçando seu cão fiel.

## Episódios
- Lista dos episódios traduzidos para o português da versão original.
- 1. O encontro com Patrasche
- 2. Patrasche, aguente firme!
- 3. O presente do vovô!
- 4. O primeiro desenho
- 5. Por que, vovô?
- 6. Papai, mamãe!
- 7. Patrasche foi sequestrado
- 8. Devolva-me o Patrasche!
- 9. As pinturas de Rubens
- 10. Simon, um pequeno pastor
- 11. O aniversário de Alois
- 12. Corra Patrasche
- 13. O desenho calculou mal
- 14. O grave problema da tia Noulette
- 15. Adeus, professora Lener!
- 16. Alois vai vender o leite
- 17. O retrato de Alois
- 18. A separação de Alois
- 19. A chamada é negada
- 20. O incêndio do moinho de vento
- 21. A calúnia triste e dolorosa
- 22. O novo vendedor de leite
- 23. O concurso de pintura
- 24. Obrigado, vovô
- 25. Adeus, vovô!
- 26. A última véspera de Natal

## Músicas do anime
Tema de abertura:
- "Kun ni Ae Takara" de MANA.

Tema de encerramento:
- "Little Wing" de MANA.

## Equipe
Diretor da série: Kenji Kodama
Roteiro: Haruya Yamazaki, Michiru Shimada
Música: Haruhiko Maruya
Criadora original: Ouida
Desenho dos personagens: Junichi Seki, Satoshi Hirayama
Diretor de arte: Hiroshi Ohno
Produtores: Masatsugu Nagai, Tomoyuki Miyata
Composição do tema: Yoshio Tatano

## Dublagem original
- Yumi Touma como Aroa
- Megumi Hayashibara como Nello

## Curiosidades
A série também foi exibida na Itália pelo canal Tele Monte Carlo em 1994 com o título de Nello e Patrasche e pela Rai Due em 2006 com o título de Il mio amico Patrasch. E nas Filipinas foi exibida pelo canal ABS-CBN com o título de My Patrasche.